# المرأة في نييوي

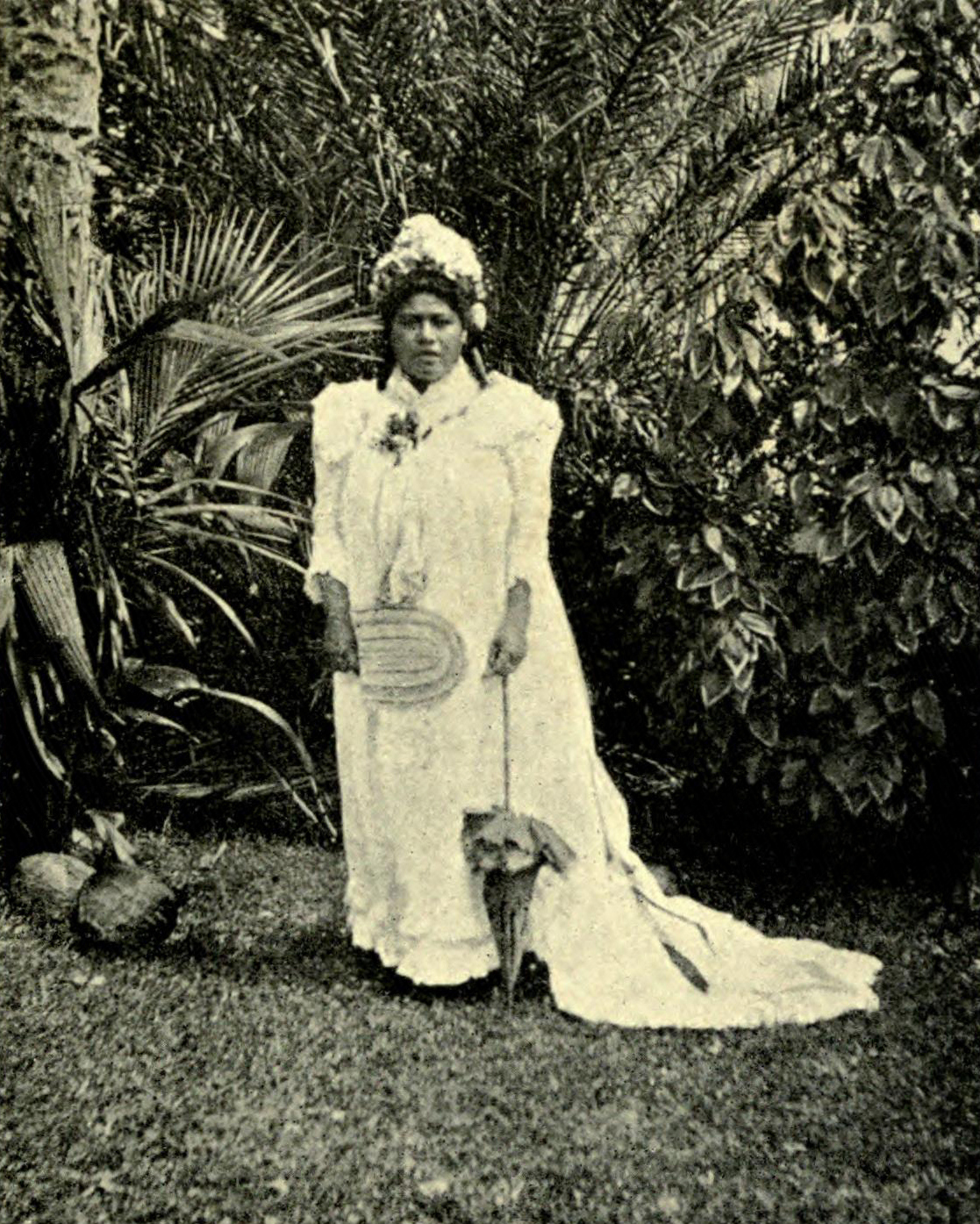
ملكة نييوي، زوجة فاتا-ا-إيكي (بمعنى "ملك نييوي" في اللغة النيوية)؛ صورة المتخذة حول 1902

النساء في نييوي هن النساء اللاتي يسكن أو النساء من نييوي.
من حيث تقسيم العمل، نساء نييوي ترث المهام التي تنتمي إلى المجال المحلي، بما في ذلك رعاية الأطفال والمسنين من أعضاء الأسرة، وإعداد وطهي الوجبات والخياطة والنسيج.
لنساء نييوي «بعض الحقوق» فيما يتعلق بوراثة الممتلكات العقارية الأرض، ولكن هذه الحقوق ليست «قوية» مثل تلك التي تنتمي لرجال نييوي.
النساء في نييوي فوق سن ال 18 يحق لهن التصويت في السياسة.
يمكنهن التصويت في ما يسمى مستوى «تصويت ثان» لانتخاب 6 «ممثلين على مستوى الجزيرة» المعروفة باسم أعضاء «لفة المشتركة» (الرجال فقط يمكنهم التصويت لانتخاب ممثل القرية - على مستوى التصويت المعروفة باسم «التصويت الأول»).
هناك نقابات تتألف من الجماعات النسائية في نييوي.
تصبح النساء في نييوي أكثر تأثيرا من خلال اتخاذ «مواقف السلطة» بعد أن تتلقى تعليمها وبإظهار وجود صفات القائد الفعال.

## انطر أيضاً
- المرأة في فيجي
- المرأة في كيريباتي
- المرأة في تونغا
- المرأة في بالاو
- المرأة في ولايات ميكرونيسيا المتحدة
- المرأة في فانواتو
- المرأة في نيوزيلندا
- المرأة في توفالو
- المرأة في جزر كوك
- المرأة في أوقيانوسيا